# Albion Roudolph Foster
Pour les articles homonymes, voir Foster.
Albion Roudolph Foster (24 septembre 1875 - 6 février 1945) est un agriculteur et un homme politique canadien du Nouveau-Brunswick.

## Biographie
Albion Roudolph Foster est né le 24 novembre 1875 à Middle Simonds, au Nouveau-Brunswick. Il devient agriculteur mais se lance en politique en essayant de remporter le siège de député fédéral de la circonscription de Victoria—Carleton. Il est une première fois battu par James Kidd Flemming le 14 septembre 1926, mais est élu par acclamation le 16 juin 1927 après le décès de Fleming. Il est ensuite battu par Benjamin Franklin Smith à l'élection suivante du 28 juillet 1930.
Albion Roudolph Foster meurt le 6 février 1945.